# Noé Lecona Soto
Noé Lecona Soto (Huauchinango, Puebla, 6 de diciembre de 1903 - 1945). Fue un abogado y político mexicano, miembro del Partido Revolucionario Institucional, que ocupó diversos cargos políticos, entre ellos el de Senador por su estado de 1940 a 1945.

## Biografía
Noé Lecona fue abogado egresado de la Universidad Nacional Autónoma de México; era hijo del teniente coronel zapatista Reinaldo Lecona, uno de los representantes de Emiliano Zapata en la Convención de Aguascalientes de 1915 y su hermano Reinaldo Lecona Soto también realizó una carrera político siendo electo diputado federal.
Entre los varios cargos públicos que desempeñó estuvo el de agente del ministerio público de la Procuraduría del Distrito Federal, secretario de la Comisión Agraria Mixta en Veracruz, jefe de la oficina jurídica del Departamento de Obras Públicas de Puebla, juez de lo civil y finalmente Secretario General de Gobierno de Puebla de 1937 a 1940 durante la gubernatura de Maximino Ávila Camacho, de quien se consideraba partidario.
Fue además diputado al Congreso de Puebla de 1935 a 1936 y fue elegido Senador por su estado para el periodo de 1940 a 1946, muriendo en ejercicio de su cargo en un accidente carretero en el año de 1945.